# Praia da Barra do Sambaqui
Praia da Barra do Sambaqui (ou encore Praia do Rola) est une plage de la municipalité de Florianópolis, au Brésil. Elle se situe au nord-ouest de l'île de Santa Catarina, dans le district de Santo Antônio de Lisboa, sur les rivages de la baie Nord.
En venant de la praia do Sambaqui, il s'agit de la dernière étendue de sable avant l'embouchure du rio Ratones. Elle est peu fréquentée et pratiquement inhabitée.